# State Grid Corporation of China
State Grid Corporation of China (SGCC)  (chiń. upr. 国家电网公司; pinyin Guójiā Diànwǎng Gōngsī) – największy chiński dostawca energii elektrycznej. Został założony 29 grudnia 2002 roku. Jest przedsiębiorstwem państwowym administrowanym przez SASAC. Siedziba znajduje się w Pekinie. Jest drugą pod względem wielkości firmą na świecie według rankingu Fortune Global 500 z 2021 roku. Zatrudnia ok. 928 tys. osób. Dostarcza energię głównie w północnych, środkowych i zachodnich Chinach. Na południu zajmuje się tym inna państwowa firma China Southern Power Grid Corporation. Obecnie inwestuje także w Malezji.